# 陽光龍淨集團
陽光龍淨集團有限公司，簡稱陽光龍淨集團和陽光龍淨（英語：Yango Longjing Group Company Limited），在1995年，由愛國僑領林騰蛟於福州成立名為「陽光教育」，業務主要國內和全球經營投資金融、環保、教育、地產、物產和資本等各項投資。

## 历史[2]
1995年，由愛國僑領林騰蛟於福州成立名為「陽光教育」；投資貿易行業。
1996年，成立「福建陽光房地產開發有限公司」。
2002年，福建陽光投資以5083萬元人民幣收購從「新湖集團」所持有的石獅新發；投資星網銳捷。
2012年，和永輝超市組成華通銀行。
2014年，旗下「陽光教育集團」成立。
2016年11月23日，陽光控股、永輝超市、福建永榮控股等合營華通銀行，被中國銀監會批准設立。
2017年1月27日，經中國銀監會福建銀監局批複福建華通銀行正式成立。
2017年2月初，投資興業銀行；同年6月，以37億元人民幣收購龍淨環保。
2017年7月20日，被美國 財富雜誌全球500強，排名為459位，營業額236.57億美元。
2018年中，被美國 財富雜誌全球500強，排名為464位，營業額256.051億美元。
2019年中，被美國 財富雜誌全球500強，排名為368位，營業額333.948億美元。
2020年中，被美國 財富雜誌全球500強，排名為354位，營業額359.094億美元。
2021年8月2日，陽光龍淨集團有限公司被美國 財富雜誌全球500強，已第5次進入全球500強，排名為332位，以362.639億美元營業額，利潤為5.402億美元，資產為725.757億美元，總合計股東權益為46.927億美元，股東權益收益率為11.5%，淨資產收益率為0.7%，營業額收益率為1.5%

## 連結
- 陽光城
- 興業銀行
- 龍淨環保
- 華通銀行